# Rineloricaria hasemani
Rineloricaria hasemani är en fiskart som beskrevs av Isaac J.H. Isbrücker och Nijssen, 1979. Rineloricaria hasemani ingår i släktet Rineloricaria och familjen Loricariidae. Inga underarter finns listade i Catalogue of Life.